# Олкотт, Джон
Джон Олкотт (англ. John Alcott; 1930, Лондон — 28 июля 1986, Канны) — английский кинооператор.

## Биография
Сын кинопродюсера. Пришёл в кино совсем молодым, начал с самых низших должностей. Работал в операторской группе Джеффри Ансуорта на съёмках фильма Стэнли Кубрика «Космическая одиссея 2001 года» (1968). Позднее прославился фильмами, в которых работал со Стэнли Кубриком. В 1981 году переехал в США.
Скончался от инфаркта.

## Фильмография
| Фильмы | Фильмы                                           | Фильмы                                            | Фильмы            | Фильмы |
| Год    | На русском языке                                 | На языке оригинала                                | Режиссёр          | Примечания |
| ------ | ------------------------------------------------ | ------------------------------------------------- | ----------------- | --- |
| 1971   | Заводной апельсин                                | A Clockwork Orange                                | Стэнли Кубрик     | Номинация на премию BAFTA |
| 1974   | Маленький Малкольм                               | Little Malcolm                                    | Стюарт Купер      | |
| 1975   | Повелитель                                       | Overlord                                          | Стюарт Купер      | |
| 1975   | Барри Линдон                                     | Barry Lyndon                                      | Стэнли Кубрик     | Премия «Оскар» за лучшую операторскую работу Премия BAFTA за лучшую операторскую работу Премия Британского общества кинооператоров за лучшую операторскую работу Премия Национального общества кинокритиков США за лучшую операторскую работу Премия Ассоциации кинокритиков Лос-Анджелеса за лучшую операторскую работу |
| 1977   | Легионеры                                        | March or Die                                      | Дик Ричардс       | |
| 1977   | Исчезновение                                     | The Disappearance                                 | Стюарт Купер      | |
| 1978   | Кто убивает великих европейских поваров?         | Who Is Killing the Great Chefs of Europe?         | Тед Котчефф       | |
| 1980   | Поезд террора                                    | Terror Train                                      | Роджер Споттисвуд | |
| 1980   | Сияние                                           |                                                   | Стэнли Кубрик     | |
| 1981   | Форт Апач, Бронкс                                | Fort Apache the Bronx                             | Дэниел Питри      | |
| 1982   | Полиция нравов                                   | Vice Squad                                        | Гэри Шерман       | |
| 1982   | Повелитель зверей                                | The Beastmaster                                   | Дон Коскарелли    | |
| 1983   | Триумфы человека по имени Лошадь                 | Triumphs of a Man Called Horse                    | Джон Хью          | совместно с Джоном Кабрерой |
| 1983   | Под огнём                                        | Under Fire                                        | Роджер Споттисвуд | |
| 1984   | Грейстоук: Легенда о Тарзане, повелителе обезьян | Greystoke: The Legend of Tarzan, Lord of the Apes | Хью Хадсон        | Номинация на премию BAFTA Номинация на премию Британского общества кинооператоров за лучшую операторскую работу |
| 1985   | Динозавр: Тайна затерянного мира                 | Baby: Secret of the Lost Legend                   | Билл Л. Нортон    | |
| 1986   | Чудеса                                           | Miracles                                          | Джим Кауф         | |
| 1987   | Нет выхода                                       | No Way Out                                        | Роджер Дональдсон | |
| 1987   | Лето белой воды                                  | White Water Summer                                | Джефф Блекнер     | |

## Признание
Номинант и лауреат ряда национальных и международных премий. Одна из премий Британского общества кинооператоров носит имя Джона Олкотта.